# Dischistodus fasciatus
Dischistodus fasciatus är en fiskart som först beskrevs av Cuvier, 1830.  Dischistodus fasciatus ingår i släktet Dischistodus och familjen Pomacentridae. Inga underarter finns listade i Catalogue of Life.